# Arrothia bicolor
Arrothia bicolor là một loài bướm đêm trong họ Noctuidae.